# آسیاب‌آبی بحنورد
آسیاب آبی مربوط به دوره صفوی است و در شهرستان بجنورد، بخش راز و جرگلان، ۴ کیلومتری جنوب غربی شهرراز واقع شده و این اثر در تاریخ ۱۸ اسفند ۱۳۸۷ با شمارهٔ ثبت ۲۵۳۹۰ به‌عنوان یکی از آثار ملی ایران به ثبت رسیده است.